# Hypolimnas bateia
Hypolimnas bateia är en fjärilsart som beskrevs av Hans Fruhstorfer 1915. Hypolimnas bateia ingår i släktet Hypolimnas och familjen praktfjärilar. Inga underarter finns listade i Catalogue of Life.